# Equazione di Clapeyron

Un tipico diagramma delle fasi. La linea verde tratteggiata è caratteristica del comportamento anomalo di alcune sostanze come l'acqua

L'equazione di Clapeyron (o equazione di Clausius–Clapeyron) descrive la variazione della pressione con la temperatura lungo la curva di equilibrio tra due fasi di una stessa sostanza:
{\displaystyle {\frac {dp}{dT}}={\frac {\lambda }{T(V_{B}-V_{A})}}}
dove:
- p è la pressione
- T è la temperatura
- λ è il calore latente (per unità di massa) di transizione da una fase all'altra
- V è il volume specifico delle due fasi A e B.

Tale equazione regola i cambiamenti di stato per transizioni solido-vapore, solido-liquido e liquido-vapore.

## Storia
L'equazione di Clausius–Clapeyron è stata suggerita da Émile Clapeyron nel 1834, per poi essere migliorata nel 1850 da Rudolf Clausius.

## Derivazione dell'equazione

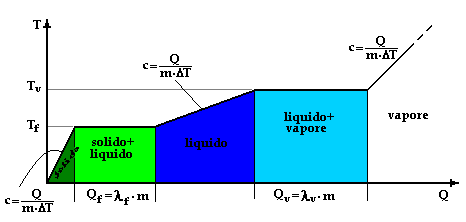
Grafico T(Q) del calore necessario ai passaggi di stato di una sostanza.

Prima di procedere con la derivazione dell'equazione di Clausius-Clapeyron ricordiamo alcuni risultati preliminari riguardanti l'energia libera di Gibbs.
- Per sistemi costituiti da due fasi di una stessa sostanza coesistenti a pressione e temperatura costanti, all'equilibrio si deve avere l'uguaglianza delle energie libere di Gibbs molari delle due fasi;

{\displaystyle G_{A}=G_{B}\qquad (1)}
- Valgono le seguenti relazioni:

{\displaystyle {\begin{aligned}{\frac {\partial G}{\partial T}}&=-S\qquad (2a)\\{\frac {\partial G}{\partial p}}&=V\qquad (2b)\end{aligned}}}
Procediamo ora con la dimostrazione. Differenziando la (1) otteniamo:
{\displaystyle {\mbox{d}}G_{A}(T,p)={\mbox{d}}G_{B}(T,p)}
{\displaystyle {\frac {\partial G_{A}}{\partial T}}dT+{\frac {\partial G_{A}}{\partial p}}dp={\frac {\partial G_{B}}{\partial T}}dT+{\frac {\partial G_{B}}{\partial p}}dp}
Utilizzando le (2):
{\displaystyle V_{A}{\mbox{d}}p-S_{A}{\mbox{d}}T=V_{B}{\mbox{d}}p-S_{B}{\mbox{d}}T}
{\displaystyle {\frac {{\mbox{d}}p}{{\mbox{d}}T}}={\frac {S_{B}-S_{A}}{V_{B}-V_{A}}}.}
Dato che le transizioni di fase avvengono a temperatura costante:
{\displaystyle S_{B}-S_{A}=\int _{A}^{B}{\frac {\delta Q}{T}}={\frac {1}{T}}\int _{A}^{B}\delta Q={\frac {\lambda }{T}};}
sostituendo otteniamo infine il risultato cercato:
{\displaystyle {\frac {{\mbox{d}}p}{{\mbox{d}}T}}={\frac {\lambda }{T(V_{B}-V_{A})}}}